# NGC 5557
NGC 5557 é uma galáxia elíptica (E1) localizada na direcção da constelação de Boötes. Possui uma declinação de +36° 29' 37" e uma ascensão recta de 14 horas, 18 minutos e 25,6 segundos.
A galáxia NGC 5557 foi descoberta em 1 de Maio de 1785 por William Herschel.